# Jorge Pardo (beeldhouwer)
Jorge Pardo (Havana, 1963) is een uit Cuba afkomstige, Amerikaanse beeldhouwer en designer.

## Leven en werk
Jorge Pardo, die werd geboren in Havana en opgroeide in Californië volgde een kunstopleiding aan het Art Center of Design in Pasadena (Californië). Hij werkte na zijn studie met zijn atelier Jorge Pardo Sculpture in Los Angeles aan designprojecten, installatie- en omgevingskunst.
Zijn werk bevindt zich in Europa en de Verenigde Staten in de collectie van musea, beeldenparken en in de openbare ruimte.

## Werken (selectie)
- 1997 : Pier als onderdeel van Skulptur.Projekte 1997 in Münster
- 2002 : Penelope als onderdeel van de Liverpool Biennal 2002 in Liverpool
- 2002 : Untitled als onderdeel van Kunst im Bundestag in Berlijn[1]
- 2002 : Garbage Bag in Skulpturengarten Museum Abteiberg in Mönchengladbach
- 2007 : Tomatensuppe Skulpturenpark Köln in Keulen

## Fotogalerij

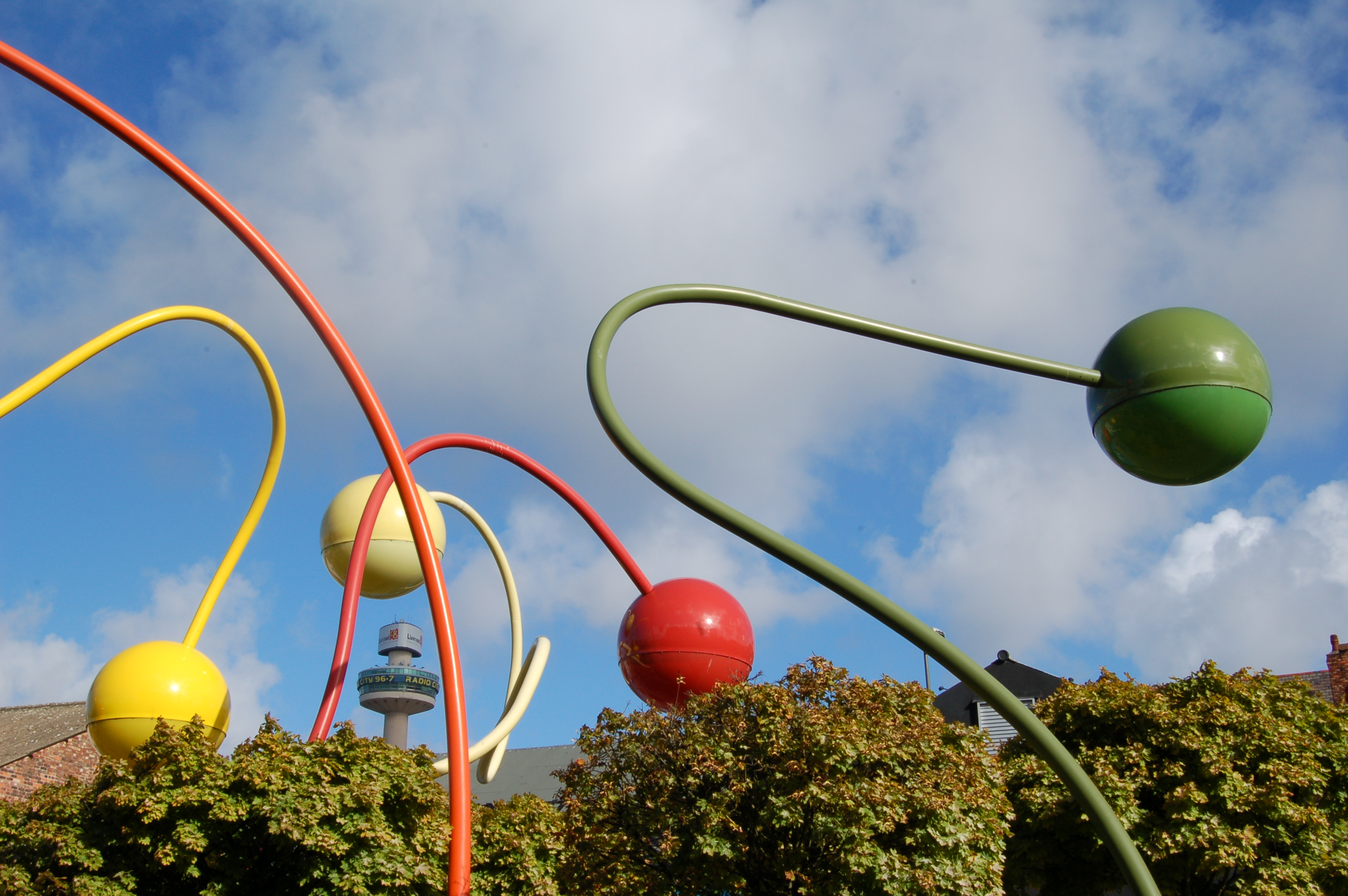
Penelope, Wolstenholme Square in Liverpool
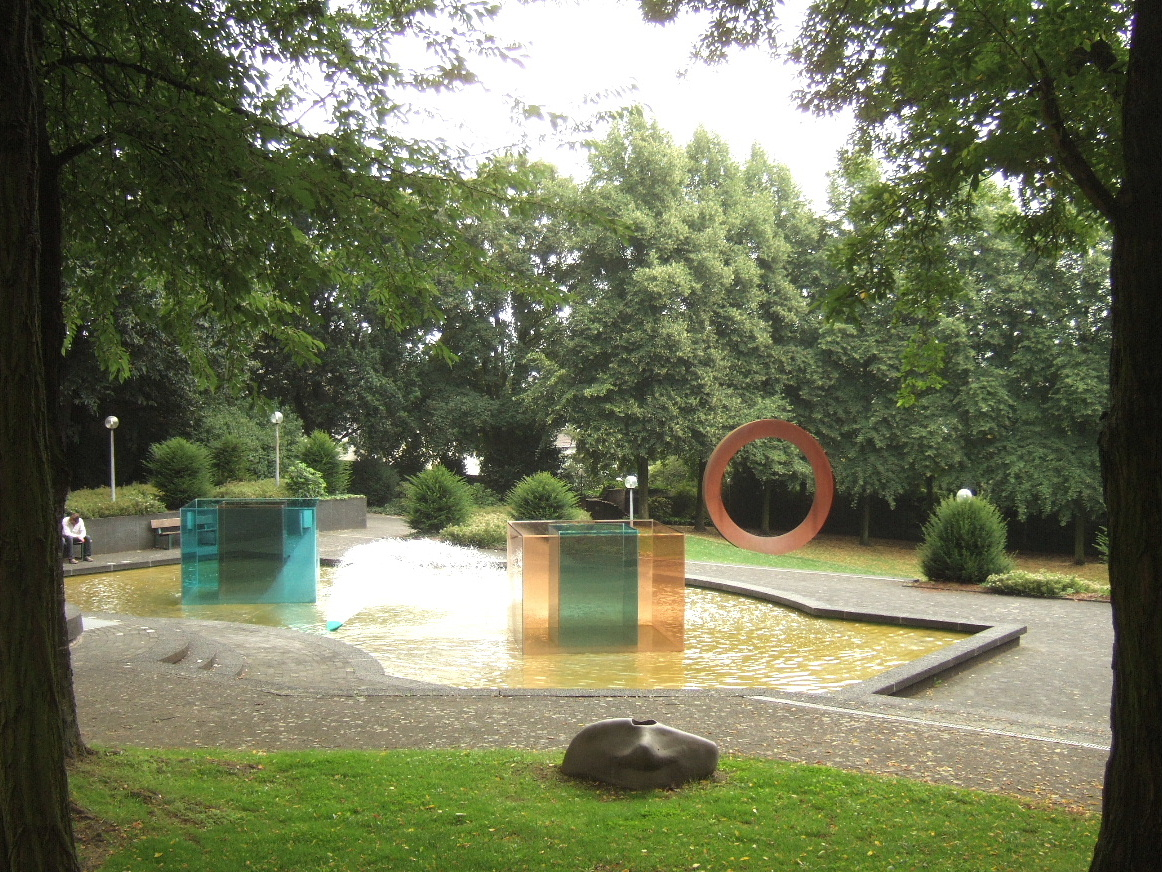
Garbage bag (voorgrond) in Mönchengladbach
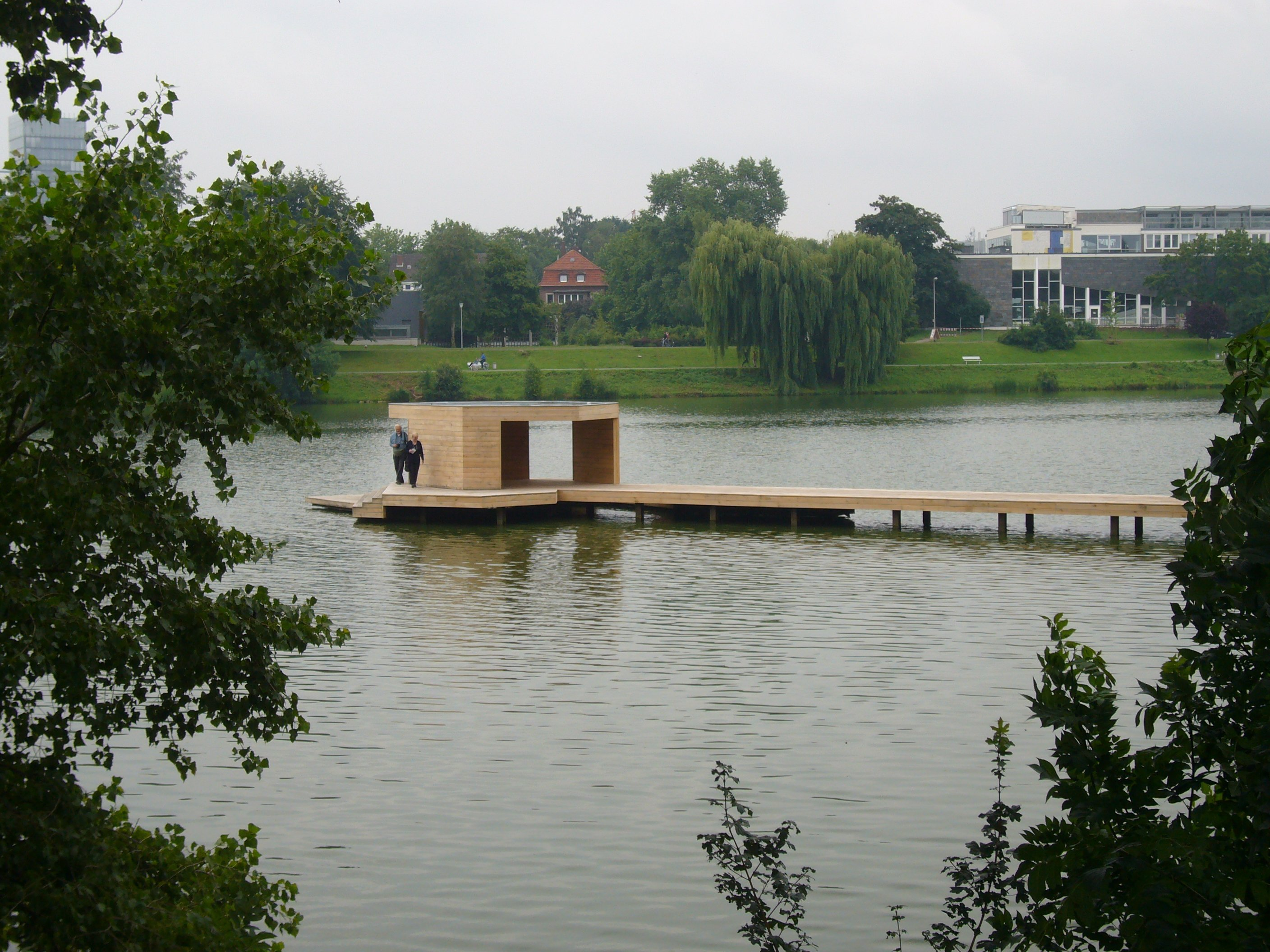
Pier, Aasee in Münster

## Musea
Werk van Pardo is te zien in onder meer de volgende musea:
Verenigde Staten
- Cooper-Hewitt National Design Museum in New York: Design is not Art
- Dia Art Foundation in New York: Reverb en Refraction
- Dia Beacon in New York: Project
- Museum of Contemporary Art in Chicago
- Museum of Contemporary Art in Los Angeles

Groot-Brittannië
- Tate Gallery in Londen

België
- Stedelijk Museum voor Actuele Kunst (S.M.A.K.) te Gent.